# Puente del río Van Stadens
El Puente del río Van Stadens (en afrikáans: Van Stadensrivierbrug; en inglés:Van Stadens Bridge) es un puente de arco de hormigón sobre el río Stadens Van en el Cabo Oriental de Sudáfrica. Lleva el tráfico que viene de la carretera nacional N2.
El puente Stadens Van en la N2 se abrió el 11 de noviembre de 1971. Sólo 12 días más tarde, un hombre saltó al vacío, y su reputación como el puente de la Muerte empezó allí. La cifra de muertes por suicidios desde que el puente se abrió alcanza los 87, hasta el 27 de diciembre de 2012.